# Tuberculobasis tirio
Tuberculobasis tirio là một loài chuồn chuồn kim trong họ Coenagrionidae.
Tuberculobasis tirio được miêu tả khoa học năm 2009 bởi Machado.